# Schloss Wittenberg

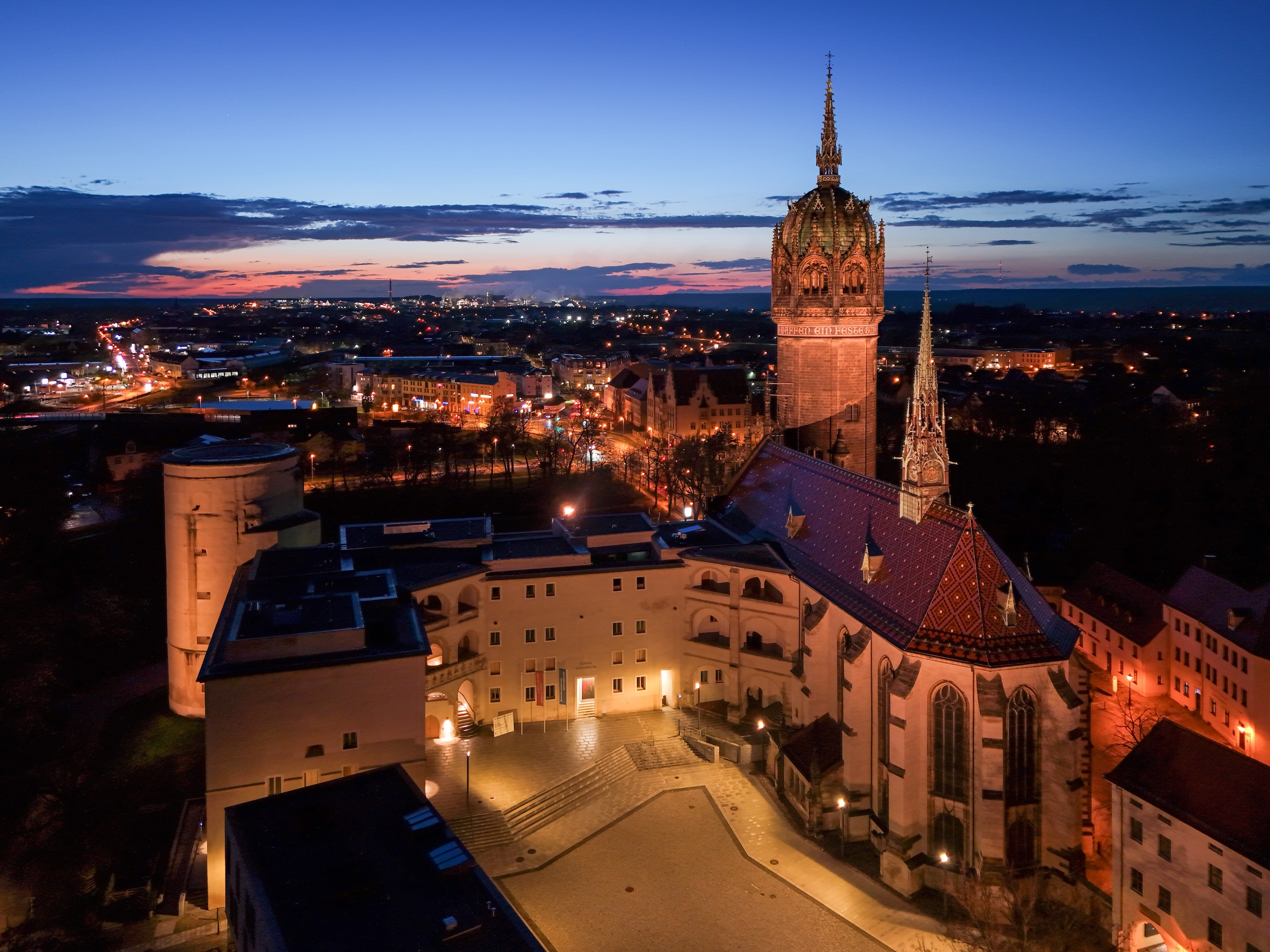
Schloss und Schlosskirche Wittenberg, 2024

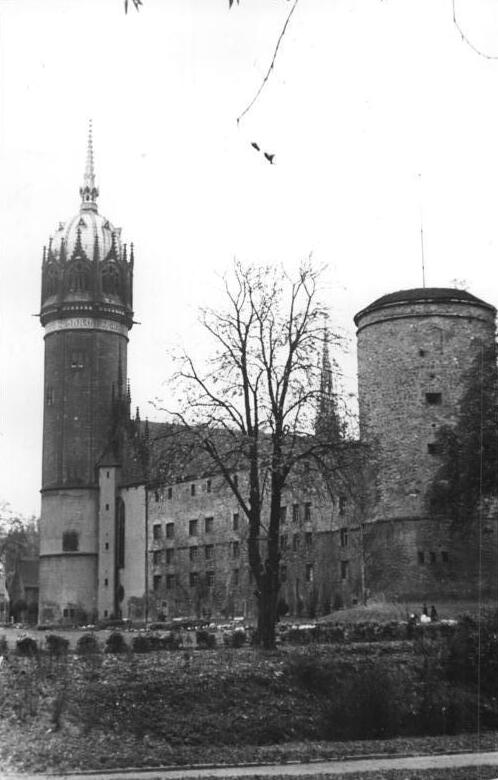
Schlosskirche und Schloss (1952)

Das Schloss Wittenberg ist die ehemalige Residenz der sächsischen Kurfürsten. Es wurde ab 1489 vollständig neu errichtet und war bei seiner Fertigstellung 1525 eines der prächtigsten befestigten Schlösser der frühen Renaissance in Deutschland. Nach Bränden 1760 und 1814 und dem Bedeutungsverlust der Stadt Wittenberg durch den Schmalkaldischen Krieg und den Wiener Kongress ist vom einstigen Glanz des Bauwerks nur wenig geblieben.

## Neubau des Residenzschlosses

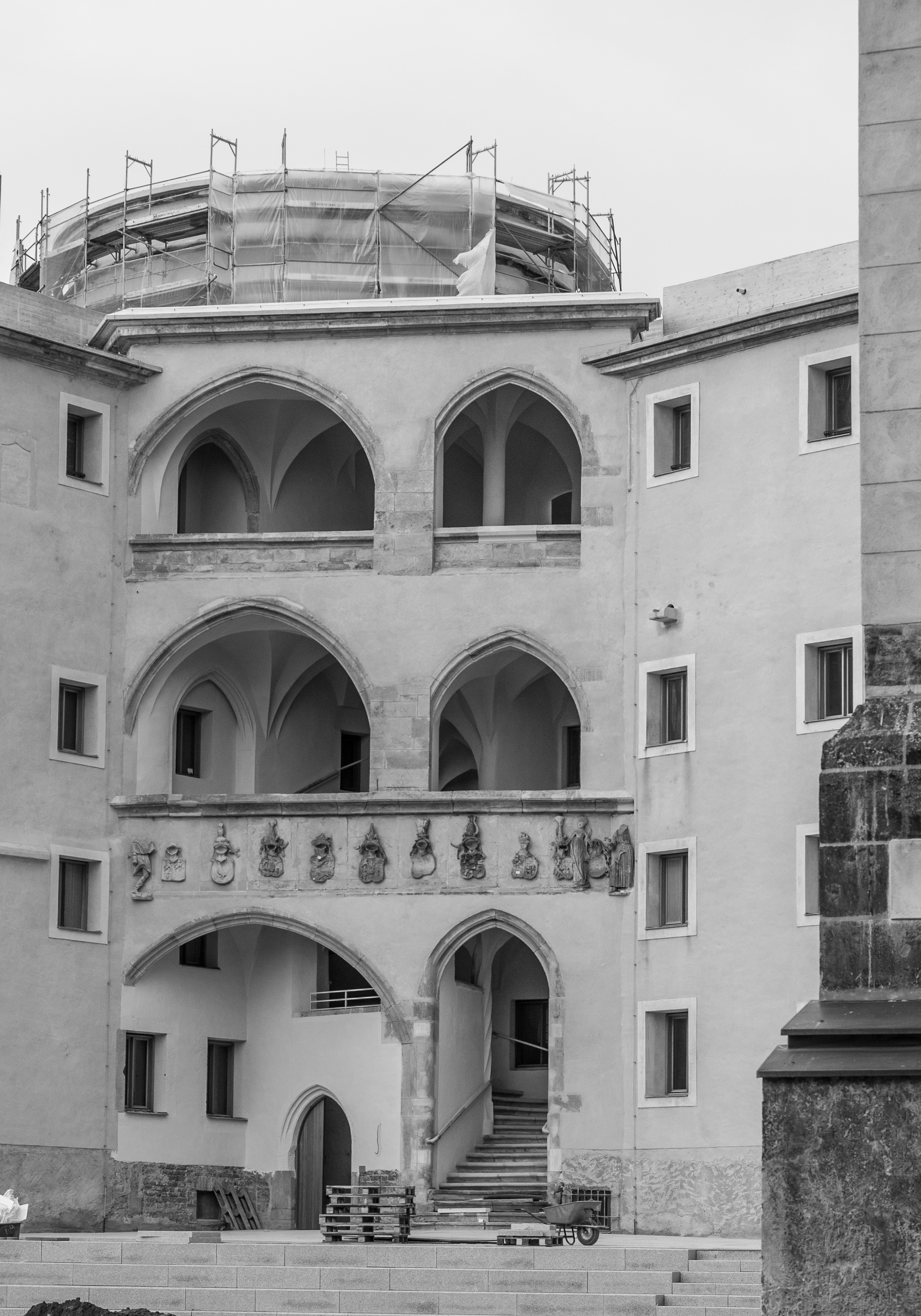
Südliches Treppenhaus des Kernschlosses mit Zellengewölben, das ab 1489 von Meister Klaus Kirchner errichtet wurde

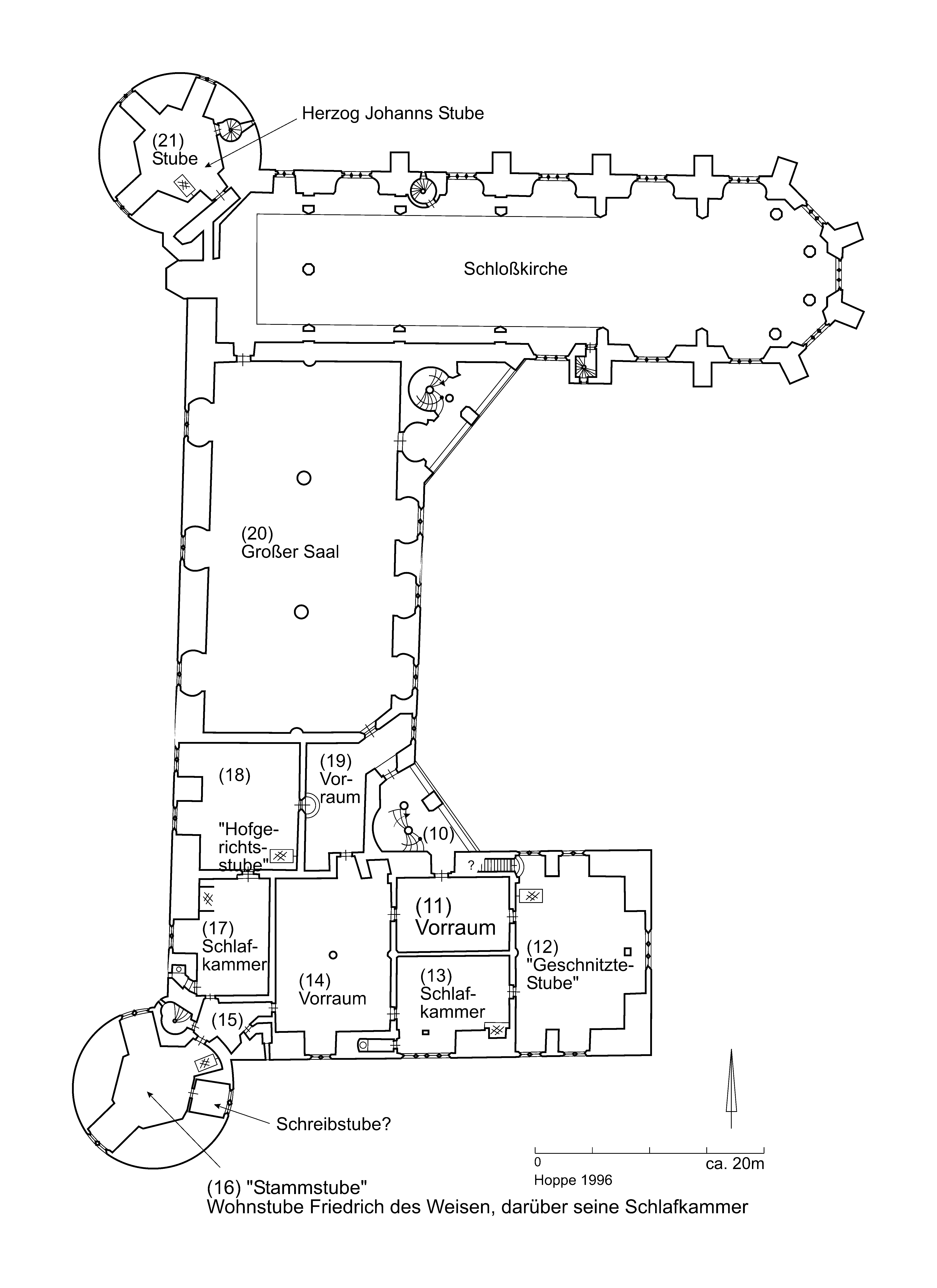
Erstes Obergeschoss. Rekonstruktion der funktionalen Raumstruktur des Wittenberger Schlosses ab 1489 (Hoppe 1996)

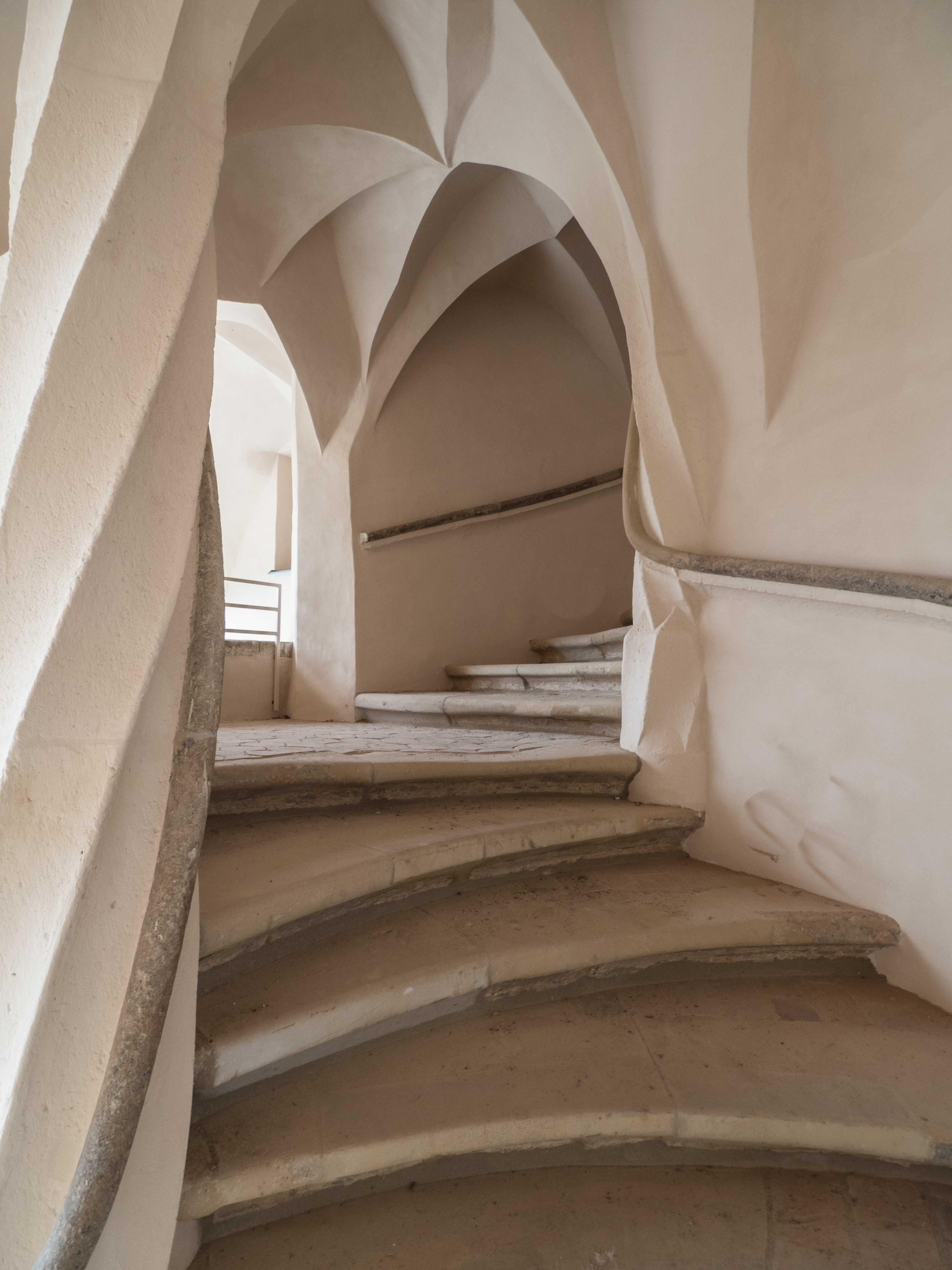
Südliches Treppenhaus des Kernschlosses mit Zellengewölben, das ab 1489 von Meister Klaus Kirchner errichtet wurde

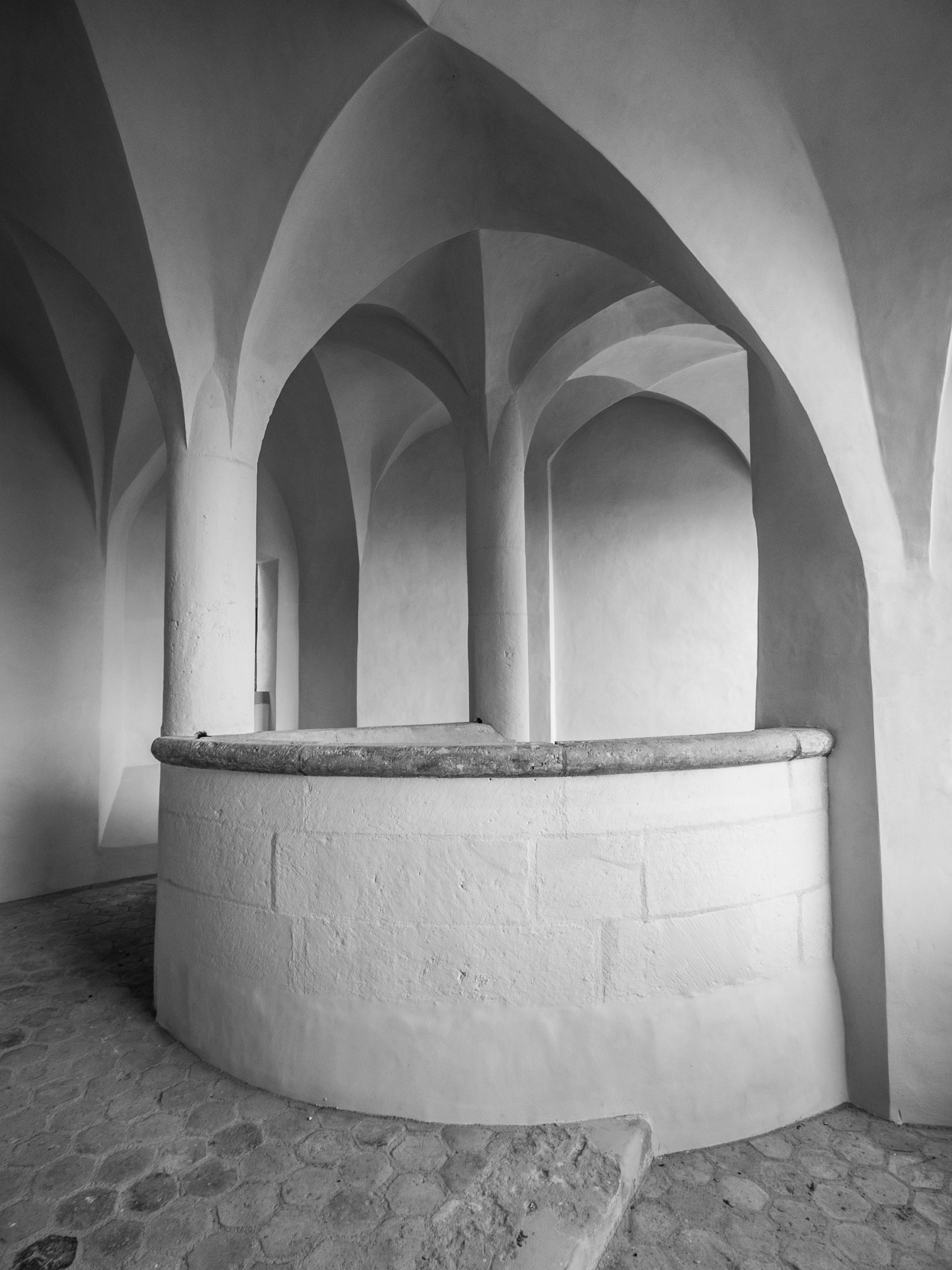
Südliches Treppenhaus, zweites Obergeschoss

Die Existenz einer Burg ist 1187 erstmals urkundlich erwähnt. 1338 erschien letztmals die Burg Wittenberg in den Urkunden, da unter dem askanischen Herzog und späteren ersten Kurfürsten Sachsens Rudolf I. um 1340 ein neues Askanierschloss an der heutigen Stelle errichtet wurde. Die Burg diente ab dieser Zeit als Amtshaus der Bediensteten. Sie wurde 1489 im Rahmen der Umbauarbeiten des Schlosses abgerissen, um neuen Amtshäusern Platz zu machen.
Als 1486 Friedrich der Weise nach dem Tod seines Vaters Kurfürst wurde, ließ er anstelle der alten Burg ein Wohnschloss mit reicher Kunstausstattung errichten.
Ab dem Rechnungsjahr 1489/90 wurde anstelle der alten Burg an der Südwestecke der Stadt in zwei eng zusammengehörigen Etappen der ersten Hauptbauphase ein vollständiger Neubau des Kernschlosses errichtet. Nach den erhaltenen Rechnungen wurde zuerst mit dem Süd- und dem Westflügel des Kernschlosses begonnen und erst anschließend ab 1496 die Schlosskirche als Nordflügel angefügt. Der verglaste Rohbau der Wohnflügel war bereits 1495 fertiggestellt, und um 1508 waren auch die Wölbarbeiten an der Schlosskirche vollendet. Als Entwerfer und Bauleiter der ersten Bauetappe des Süd- und Westflügels wurde von der jüngeren Forschung der Meißener Dombaumeister Klaus Kirchner vorgeschlagen, der 1494 verstarb. Von 1493 bis 1496 leitete der Werkmeister Hans von Torgau das Baugeschehen. Der später mit der Oberleitung des Baus betraute Konrad Pflüger ist erst ab 1496 in Wittenberg nachweisbar und entwarf und baute die Schlosskirche.
Nach einer längeren Pause wurde ab ungefähr 1515 mit den drei Flügeln des sogenannten Vorschlosses auf der Ostseite begonnen. In der Nähe des Chores der Schlosskirche wurde ein sechsgeschossiger Torturm errichtet, an den sich ein Flügel mit Wohn- und Amtsräumen nach Osten hin anschloss. Unter anderem lag hier die Wohnung des Amtmannes. Der Querflügel des Vorschlosses am Ende des Hofes beherbergte im Wesentlichen die Stallungen, und auf der Südseite des Hofes schloss sich an diese das Zeughaus als Teil des Vorschlosses an. Zwischen Zeughaus und dem Südflügel des Kernschlosses wurde ein niedriges Küchenhaus mit einer Badestube errichtet. 1525 waren die Arbeiten weitgehend abgeschlossen. Das Wittenberger Schloss wurde durch diese zweite Hauptbauphase zu einer allseits umbauten Rechteckanlage ergänzt, bei der einzelne Flügel aber verschieden ausgebildet waren.

## Bedeutungsverlust und Zerstörungen
Auch Wittenberg ist im Laufe seiner Geschichte von Kriegen nicht verschont geblieben. Bereits 1547 im Schmalkaldischen Krieg wurden die Helme der beiden Rundtürme des Schlosses abgetragen, so dass Kanonen auf den Türmen stationiert werden konnten. Nach der Niederlage des Schmalkaldischen Bundes fiel die Kurwürde 1547 an die albertinische Linie der Wettiner, deren Hauptresidenz in Dresden war. Daher verlor das Schloss immer mehr an Bedeutung.

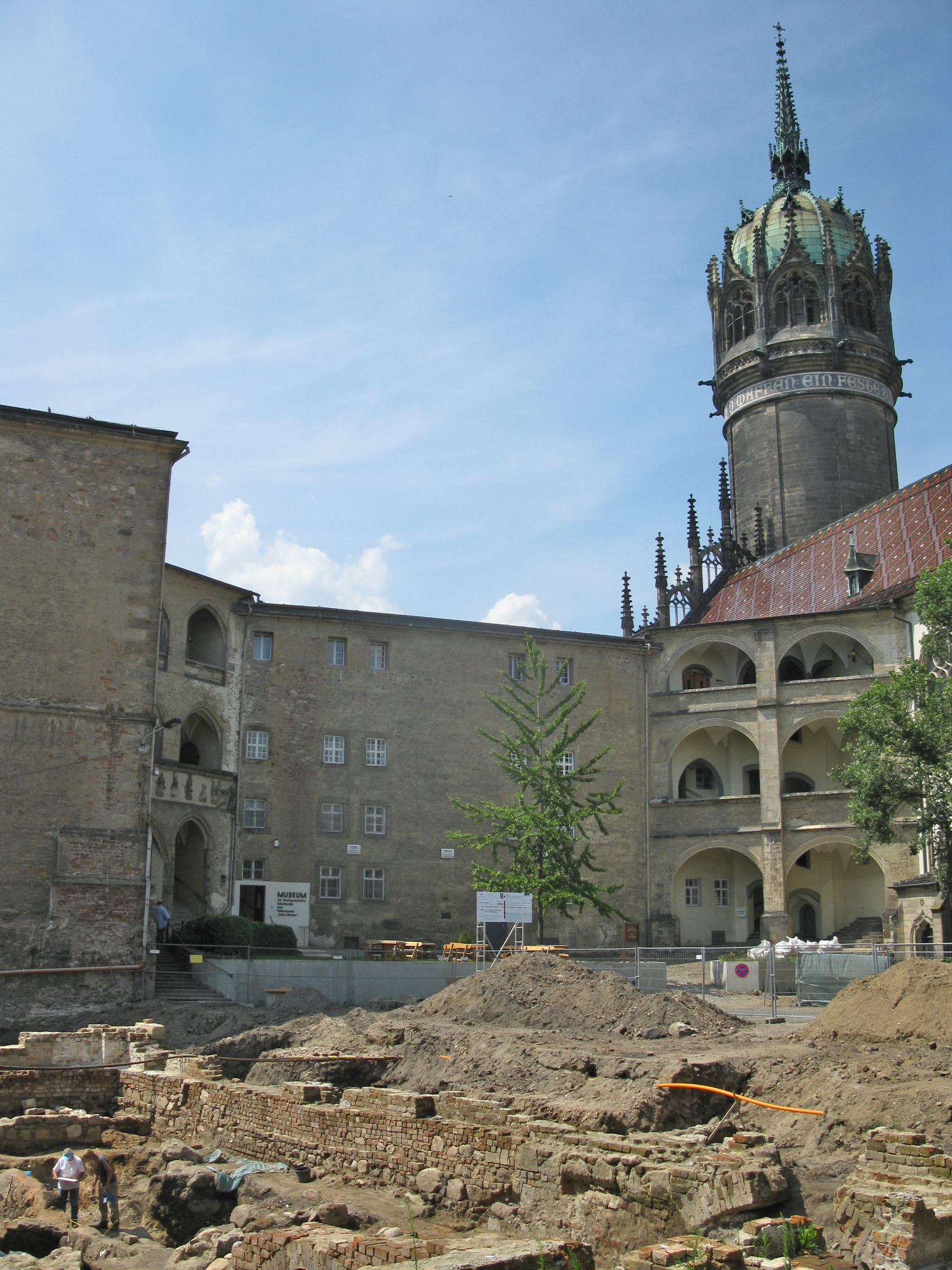
Schloss, Freilegung der Grundmauern des Südflügels (2011)

Im Siebenjährigen Krieg brannten 1760 das Schloss und die Schlosskirche als Folge der Beschießungen bis auf die Grundmauern ab. Nach dem Brand wurde das Schloss notdürftig wiederhergestellt und diente als Getreidespeicher. Die äußere Gestalt blieb weitgehend unverändert.
1814 wurde das Schloss abermals ein Opfer der Flammen, als während der Befreiungskriege die in Wittenberg eingeschlossenen Reste französischer Verbände von den gegen Napoleon verbündeten Truppen beschossen wurden und die Stadt vom Schloss her erobert wurde.
Nach dem Anschluss Wittenbergs an Preußen 1815 wurde das Schloss der preußischen Militärbehörde übergeben, die es zur Zitadelle ausbauen ließ. Kellergewölbe und Stockwerkeinteilungen wurden beseitigt, die Fenster zugemauert. Dabei wurden die noch vorhandenen künstlerischen Insignien vollends entfernt. So wurde das einstmals imposante Schloss zur Kaserne.
Seit dem Ersten Weltkrieg dient das Schloss zivilen Zwecken, es wurde für das Stadtarchiv, für Wohnungen und eine Jugendherberge genutzt. Im Schloss war von 1949 bis 2011 das „Museum für Natur- und Völkerkunde Julius Riemer“ untergebracht.

## Sanierung und moderner Umbau
Von 2013 bis 2018 ist das Schloss umfassend saniert und restauriert worden. Im Kernbau des Schlosses wurde der viergeschossige Ausbau zur preußischen Festung aus dem 19. Jahrhundert mit seinen massiven Balkenlagen weitgehend beibehalten und auf eine Wiederherstellung oder Andeutung der herrschaftlichen Räume von 1489 in ehemals drei Geschossen verzichtet. Die zwei sanierten Treppenhäuser nehmen aber noch Bezug auf die ehemalige Geschosseinteilung.
Im Erdgeschoss des Kernbaus befindet sich nach der Sanierung ein Informations- und Begegnungszentrum für die UNESCO-Welterbestätte Schlosskirche.
Ein neu entstandener Durchgang verbindet das Schloss mit der Schlosskirche. Zur Gestaltung der Verbindungstür wurde ein Kunstwettbewerb ausgerichtet.
In den oberen Etagen des Kernschlosses ist nach der im Frühjahr 2018 abgeschlossenen Restaurierung die Forschungsbibliothek zur Reformationsgeschichte untergebracht. Mit ihren rund 220.000 Büchern ist sie eine der weltweit bedeutendsten Sammlungen zu diesem Thema. Sie führt unter anderem die Bücher- und Archivbestände des Evangelischen Predigerseminars und der Stiftung Luthergedenkstätten in Sachsen-Anhalt zusammen. Gesellschafter der Bibliothek sind das Evangelische Predigerseminar Wittenberg, die Stiftung Luthergedenkstätten in Sachsen-Anhalt, die Universitätsbibliothek Halle und die Stiftung Leucorea. Das Evangelische Predigerseminar verfügt in der oberen Etage über Studien- und Büroräume sowie eine Winterkirche. Zudem hat die Stiftung Christliche Kunst Wittenberg ihren Sitz im Schloss.
Der Südflügel des Vor-Schlosses ist schon 1760 zerstört worden. Er wurde in Form eines Neubaus als Wohn- und Gemeinschaftsgebäude für Vikare und Dozenten des Predigerseminars wieder errichtet und 2016 fertiggestellt.
Für den Umbau, die Erweiterung und Sanierung des Schlosses Wittenberg erhielten die Berliner Architekten Bruno, Fioretti und Marquez den Deutschen Architekturpreis 2019, die bedeutendste Auszeichnung für Architekten in Deutschland. Am Projekt beteiligt waren die Architekturbüros AADe Atelier für Architektur & Denkmalpflege Köthen und DGI Bauwerk Architekten Berlin.